# 19–30 St Vincent Crescent

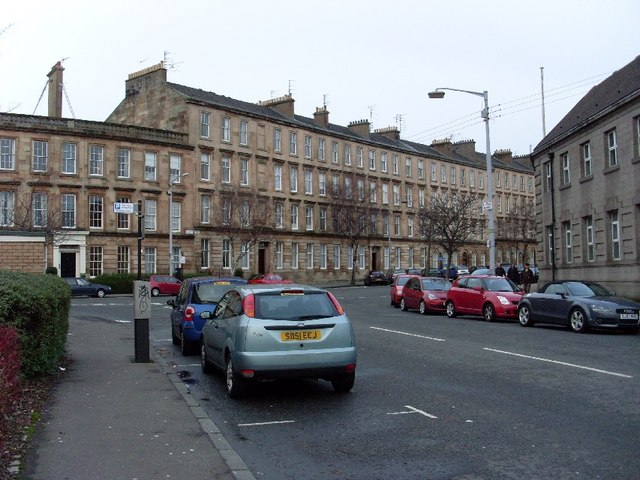
Am linken Bildrand sind die Gebäude 19 und 20 St Vincent Crescent zu sehen.

Unter der Adresse 19–30 St Vincent Crescent in der schottischen Stadt Glasgow befindet sich ein Ensemble von Wohngebäuden. 1970 wurde das Bauwerk als Einzeldenkmal in die schottischen Denkmallisten in der höchsten Denkmalkategorie A aufgenommen.

## Geschichte
Die Gebäudezeile entstand zwischen 1849 und 1857 auf dem Gelände des ehemaligen herrschaftlichen Anwesens Stobcross. Für den Entwurf zeichnet der schottische Architekt Alexander Kirkland verantwortlich. Zusätzlich wurden Gärten mit einem kleinen See angelegt, die jedoch bis in die 1930er Jahre überbaut wurden.

## Beschreibung
Die klassizistische Gebäudezeile liegt am St Vincent Crescent westlich des Glasgower Zentrums. Sie beschreibt einen Bogen, der durch eine tieferliegende Bahnlinie unterbrochen wird. Im Bereich des Erdgeschosses der dreistöckigen Gebäude sind die Fassaden rustiziert. Die Eingangstüren sind über kurze Vortreppen zugänglich. Sie sind mit Kämpferfenstern, Architraven und flankierenden dorischen Pilastern gestaltet. Die abschließenden Bekrönungen sind Teil des gliedernden Fenstergesimses. Die Fenster im ersten Obergeschoss sind schlicht bekrönt. Oberhalb des Kranzgesimses verläuft eine Steinbalustrade.